# Шренява (Свентокшиське воєводство)
Шренява (пол. Szreniawa) — село в Польщі, у гміні Фалкув Конецького повіту Свентокшиського воєводства.
У 1975-1998 роках село належало до Пйотрковського воєводства.